# パンチ・サルツバーガー
パンチ・サルツバーガー(Punch Sulzberger)の愛称で知られるアーサー・オックス・サルツバーガー・シニア（Arthur Ochs Sulzberger Sr.、1926年2月5日 - 2012年9月29日）は、アメリカ合衆国の出版者、実業家である。1963年に「ニューヨーク・タイムズ』の発行者となり、1973年にはニューヨーク・タイムズ・カンパニーの取締役会長に就任した。1992年には息子のアーサー・オックス・サルツバーガー・ジュニアに発行者の職を譲り、1997年には取締役会長に就任した。

## 若年期と教育
サルツバーガーは1926年2月5日、ニューヨーク市のユダヤ人の家庭に生まれた。父はアーサー・ヘイズ・サルツバーガー、母はイフィゲネ・ベルタ・オックスである。母方の祖父は、『ニューヨーク・タイムズ』を買収して発行者となったアドルフ・オックスであり、母方の曽祖父にはラビのアイザック・メイアー・ワイズがいる。
ルーミス・チェイフィー・スクールを卒業後、第二次世界大戦中にアメリカ海兵隊に入隊し、1944年から1946年まで太平洋戦線に従軍した。戦後はコロンビア大学に入学して英語と歴史を専攻し、1951年に学士号を取得した。海兵隊予備役の一員として、朝鮮戦争中に召集された。士官訓練の後、朝鮮とワシントンD.C.で任務に就いた。

## 『ニューヨーク・タイムズ』発行人
1961年に姉のマリアンの夫のオービル・ドライフースが『ニューヨーク・タイムズ』の発行人となったが、1963年に死去した。その後任としてサルツバーガーが指名された。サルツバーガーは当時37歳で、ニューヨーク・タイムズの歴史の中でも最年少の発行人である。ドライフースの前は、サルツバーガーの父アーサー・ヘイズ・サルツバーガーと母方の祖父アドルフ・オックスが発行人であり、ニューヨーク・タイムズ社の会長も務めていた。
1988年にはアメリカ芸術科学アカデミーのフェローに選出された。1992年に息子のアーサー・オックス・サルツバーガー・ジュニアに発行人の職を譲った。サルツバーガーは1997年10月までニューヨーク・タイムズ社の会長を務めた。
2005年、アメリカ新聞協会(NAA)はサルツバーガーにキャサリン・グラハム生涯功労賞を授与した。

### ペンタゴン・ペーパーズ
1960年代、サルツバーガーはニューヨーク・タイムズ紙で大規模な取材スタッフ陣を構築した。1971年6月13日、『ニューヨーク・タイムズ』紙は、ペンタゴン・ペーパーズに関する7つの記事のうちの最初の記事を掲載した。フロイド・エイブラムスは、サルツバーガーは沈黙のリスクよりもリスクを受け入れる決断をしたとし、「振り返ってみると、その決断は明白に見えるかもしれないが、当時は決して簡単なものではなく、サルツバーガーが絶大な信用に値するものであることに変わりはない」と付け加えている。
『ニューヨーク・タイムズ』は1972年に、ペンタゴン・ペーパーズのスクープでピューリッツァー賞を受賞した。

## 慈善活動
1968年からメトロポリタン美術館の評議員を務め、1987年から1998年までは理事長を務めた。1967年にはコロンビア大学の終身評議員に選出された。

## 私生活と死去
サルツバーガーは生涯に3回結婚している。
1948年、バーバラ・ウィンスロー・グラント(Barbara Winslow Grant)と結婚した。2人はパーチェスにあるバーバラの両親の家で人前式を挙げた。バーバラとの間には子供が2人いた。アーサー・オックス・サルツバーガー・ジュニア(Arthur Ochs Sulzberger Jr.)とカレン・オールデン・サルツバーガー(Karen Alden Sulzberger)である。カレンは作家のエリック・ラックスと結婚し、子供を2人もうけた。バーバラとは1956年に離婚した。
1956年12月、キャロル・フォックス・フルマン(Carol Fox Fuhrman)と結婚し、シンシア・フォックス・サルツバーガー・グリーンをもうけた。キャロルとは1995年に死別した。また、キャロルの連れ子のキャシーと養子縁組をした。
1996年、アリソン・ステーシー・カウルズと結婚した。アリソンは1992年に亡くなったウィリアム・H・カウルズ3世の未亡人で、ワシントン州スポケーンの『スポークスマン・レビュー』紙の支配権を保有するカウルズ家の一員だった。サルツバーガーは、1955年にアリソンが卒業したウェルズリー大学に、"Punch's Alley"（パンチの路地）という名前のパブを開設した。
サルツバーガーは2012年9月29日、脳内出血のため自宅で死去した。86歳だった。